# Giovanni Villa Riso
Giovanni Villa Riso (Palermo, 3 settembre 1813 – Palermo, 17 gennaio 1884) è stato un politico italiano.
Fu senatore del regno d'Italia nella XII legislatura.